# 한가람중학교
한가람중학교(한가람中學校)는 대한민국 경기도 파주시 와동동에 있는 공립 중학교이다.

## 학교 연혁
- 2011년 1월 10일 : 경기도립학교 설치조례 공포
- 2011년 3월 1일 : 한가람중학교 개교(5학급)
- 2011년 3월 1일 : 초대 한대희 교장 부임
- 2011년 3월 2일 : 한가람중학교 시업식(2학년 28명, 3학년 12명)
- 2011년 3월 5일 : 2011학년도 입학식(1학년 171명)
- 2011년 3월 5일 : 학교상징 선포식
- 2012년 2월 9일 : 제1회 졸업식(26명)
- 2021년 9월 1일 : 제4대 김영미 교장 취임
- 2024년 1월 5일 : 제13회 졸업식(320명)
- 2024년 3월 4일 : 열네번째 입학식(333명)

## 참고 자료
- 한가람중학교 - 한국교육학술정보원 학교알리미